# Vol Fine Air 101
Le vol Fine Air 101 était un vol cargo régulier entre l'aéroport international de Miami et l'aéroport international Las Américas, en République dominicaine, exploité par un Douglas DC-8 de la compagnie aérienne Fine Air (en), qui s'est écrasé après le décollage le 7 août 1997 à l'aéroport de Miami. Les 4 personnes à bord et une personne au sol ont été tuées.

## Avion et équipage
L’avion impliqué dans l’accident était un Douglas DC-8-61F âgé de 29 ans, immatriculé N27UA, exploité par Fine Air (en) et totalisant 46 825 heures de vol,.
Il y avait trois membres d'équipage et un agent de sécurité à bord. Le commandant, Dale Patrick Thompson, âgé de 42 ans, travaillait pour Fine Air depuis 1993. Il totalisait 12 154 heures de vol, dont 2 522 heures en tant que commandant de bord du DC-8 chez Fine Air. L'officier pilote de ligne, Steven Petrosky, âgé de 26 ans et embauché le 15 août 1994, totalisait 2 641 heures de vol, dont 1 592 heures avec Fine Air sur DC-8. L’ingénieur de vol Glen Millington, âgé de 35 ans, avait rejoint Fine Air en 1996. Il totalisait 1 570 heures de vol, dont 683 heures en tant qu’ingénieur de vol DC-8 chez Fine Air. L'agent de sécurité à bord était Enrique Soto, 32 ans,.

## Accident
Les pilotes, menant l'avion à destination de Saint-Domingue, ont perdu le contrôle de l'appareil peu après le décollage. En effet, l'avion « a rapidement décroché, les pilotes l'ont brièvement récupéré puis il a décroché de nouveau »(p55). Les pilotes ont tenté de reprendre le contrôle, mais l'avion ne présentait plus aucune poussée vers l'avant, amenant rapidement à la perte de son élan et de sa portance. 
Le DC-8 s’est écrasé sur le ventre dans un champ se trouvant à l’ouest de l’extrémité de la piste (environ 275 mètres) en ligne droite,,. Ensuite, le DC-8 a manqué de peu une installation de chargement, située juste au nord de l’extrémité de la piste. Il a aussi manqué de peu deux usines, un bâtiment commercial et un centre de distribution située entre les banlieues résidentielles peuplées de Miami Springs et Doral. 

Site de l'accident du vol Fine Air 101.

Le vol 101 s’est écrasé à 12 h 36 (heure locale) et l'épave de l’appareil a rapidement dérapé sur la chaussée et a fini sa course sur le parking d’un mini-centre commercial, entraînant 26 voitures avec lui. Les débris de l'avion se trouvaient tout près de l'entrée de trois magasins. Il a manqué deux voitures occupées et plusieurs véhicules qui attendaient les feux de circulation (qui étaient, par chance, rouges à ce moment-là). 
À l'intérieur de l'une des voitures du parking, il y avait un homme de 34 ans nommé Renato Alvarez qui venait de rentrer d'un magasin dans le mini-centre commercial. Il n'a malheureusement pas pu sortir de sa voiture et a été pris dans la course de l'avion,.
Au total, cinq personnes ont été tuées : les trois membres d'équipage, l'agent de sécurité de la compagnie présent à bord et l'homme sur le parking. Dans les minutes qui ont suivi l'accident, la police a été alertée d'un incendie, seulement pour découvrir qu'il s'agissait d'un accident d'avion. Pendant près de 45 minutes, des rapports mitigés ont prétendu que l'avion était un vol passager, mais en l'espace d'une heure, la tour de contrôle de Miami a confirmé qu'il s'agissait du vol Fine Air Cargo 101.

## Enquête

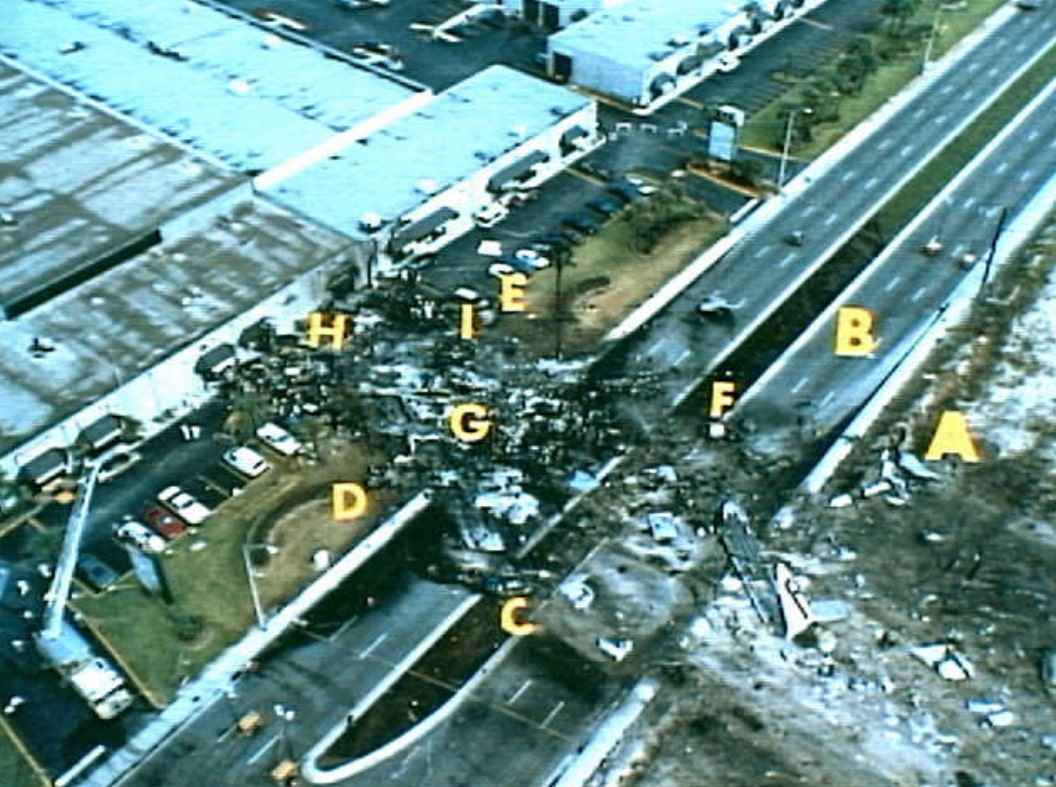
Vue aérienne du site de l'accident.

Le conseil national de la sécurité des transports américain (NTSB) a constaté que le centre de gravité de l'avion était proche et même au-delà des limites du constructeur et que le compensateur (trim) de l'avion était mal réglé en conséquence. Les deux résultaient d'irrégularités dans le chargement de la cargaison. La gravité du problème de contrôle n'a pas pu être déterminée par l'équipage en raison de l'incertitude concernant la répartition du poids de la cargaison. En effet, les pilotes n'ont pas été correctement informés du poids à bord et n'ont eu aucune chance de récupérer l'appareil. En outre, l’avion était surchargé d’environ 2 700 kg.
Des entretiens avec des membres au sol ont révélé que le vol était régulièrement rempli de palettes et que les verrous à cargaison étaient rarement utilisés, parce qu'ils étaient considérés comme inutiles si les palettes ne pouvaient pas bouger entre elles. Les palettes sont maintenues sur les côtés par des rails qui ne peuvent pas se déplacer vers le haut, mais seuls les verrous peuvent arrêter le mouvement d'avant en arrière. La rotation trop abrupte a fait que l'avion a cabré au point de réduire considérablement l'arrivée d'air dans les moteurs, ce qui a donc fait chuter leur puissance.
Des agents spéciaux de la sécurité de la FAA travaillaient depuis un bureau dans l'aéroport à ce moment-là, et ont rapidement pris possession des documents de vol dans les bureaux de Fine Air. Certains documents importants pour l'enquête ont été retrouvés dans les poubelles, ce qui a donc permis d'ouvrir une enquête criminelle et finalement débouché sur des accusations de destruction et de dissimulation d'éléments de preuve. Fine Air et son agent d'assistance en escale, Aeromar Airlines, ont plaidé coupables à plusieurs chefs d'inculpation et ont été condamnés à une amende d'environ 5 millions de dollars.

### Conclusion
Le NTSB a publié son rapport final le 16 juin 1998 et a déterminé que les causes probables de l'accident, résultant du chargement incorrect de l'avion produisant un centre de gravité plus éloigné que la normale, ainsi que d'un réglage du compensateur incorrect qui a précipité un cabrage extrême à la rotation, étaient (1) « l'échec de Fine Air à exercer un contrôle opérationnel sur le processus de chargement de la cargaison » ; et (2) « l'échec d'Aeromar à charger l'avion comme spécifié par Fine Air ». Les enquêteurs accusent également la FAA, qui « n’a pas suffisamment surveillé les responsabilités du contrôle opérationnel de Fine Air en matière de chargement du fret » et « n’a pas veillé à ce que les défaillances connues liées au fret soient corrigées chez Fine Air ».
15 recommandations de sécurité ont été émises par le NTSB à la suite de l'accident et de la publication du rapport final(p82-84),.

## Médias
L'accident a fait l'objet d'un épisode dans la série télévisée Air Crash nommé « Chute fatale » (saison 19 - épisode 5).

### Vidéos
- (en) [vidéo] Baum Hedlund Aristei & Goldman, PC, « Fine Air Cargo Plane Crash discussed with Aviation Attorney », sur YouTube.
- (en) [vidéo] Smithsonian Channel, « A Plane Crashes After Takeoff in the Heart of Miami », sur YouTube.